# Cacia shirupiti
Cacia shirupiti là một loài bọ cánh cứng trong họ Cerambycidae.